# Egaenus montanus
Egaenus montanus is een hooiwagen uit de familie echte hooiwagens (Phalangiidae).